# Нагорна (Теньгушевський район)
Наго́рна (рос. Нагорная, ерз. Нагорная) — присілок у складі Теньгушевського району Мордовії, Росія. Входить до складу Такушевського сільського поселення.
Населення — 135 осіб (2010; 160 у 2002).
Національний склад (станом на 2002 рік):
- росіяни — 97 %